# Parafia Najświętszej Maryi Panny we Władywostoku
Parafia Najświętszej Maryi Panny we Władywostoku – rzymskokatolicka parafia znajdująca się we Władywostoku, w diecezji Świętego Józefa w Irkucku, w dekanacie władywostockim, w Rosji. Parafię prowadzą kanonicy regularni Pana Jezusa.

## Historia
Starania o przeniesienie parafii z Nikołajewska nad Amurem do Władywostoku trwały od 1871, gdy miasto to stało się bazą floty, ponieważ wielu parafian było marynarzami marynarki wojennej. Parafia we Władywostoku została erygowana 11 stycznia 1890 w archidiecezji mohylewskiej. Rok później wzniesiono drewniany kościół pw. Narodzenia NMP. Pierwszym proboszczem został dotychczasowy proboszcz w Nikołajewsku nad Amurem ks. Kazimierz Radziszewski, który piastował ten urząd do śmierci 6 lipca 1893. W 1902 kościół spłonął. Zastąpiono go tymczasową kaplicą, a następnie obecnym kościołem. W 1920 Władywostok stał się siedzibą dekanatu, a 2 lutego 1923 diecezji władywostockiej (zlikwidowanej w 2002, faktycznie nigdy niefunkcjonującej). W tych czasach parafia liczyła 5000 wiernych (głównie Polaków), nie licząc uchodźców. Od 1922, gdy władzę w mieście przejęli bolszewicy wielu parafian wyjechało.
W 1930 zmuszono do opuszczenia Władywostoku biskupa Karola Śliwowskiego (zmarł w 1933). W grudniu 1931 aresztowano proboszcza władywostockiego ks. Jerzego Jurkiewicza i skazano go na 10 lat łagrów. Parafianie zbierali się w świątyni, dokąd mogli opłacić wysoki podatek za jej używanie, tj. do września 1935. Następnie kościół został zamknięty. Wierni spotykali się na modlitwie w prywatnych domach. Pięciu parafian zostało  skazanych za utworzenie kontrrewolucyjnej polskiej podziemnej organizacji religijnej i 3 lutego 1938 rozstrzelanych.
Parafia odrodziła się w 1991 za sprawą osób świeckich. Na jesień tego roku do Władywostoku przybył amerykański misjonarz o. Myron Effing CJD. 1 stycznia 1994 zwrócono kościół. Następnie przeszedł on remont.